# Lenore Zann
Lenore Zann, née le 22 novembre 1959 à Sydney en Australie, est une actrice et femme politique canadienne.

## Biographie
Elle est députée néo-démocrate de Truro-Bible Hill-Millbrook-Salmon River (en) à l'Assemblée législative de la Nouvelle-Écosse de l'élection néo-écossaise de 2009 au 9 juin 2019, puis elle représente sa circonscription en tant qu'indépendante jusqu'au 12 septembre 2019.
Aux élections fédérales de 2019, elle est la candidate libérale élue dans Cumberland—Colchester.  

## Filmographie

### Cinéma
- 1981 : Happy Birthday : Souhaitez ne jamais être invité (Happy Birthday to Me) : Maggie
- 1981 : Haute Surveillance (Black Mirror) : Julie
- 1982 : Terreur à l'hôpital central (Visiting Hours) : Lisa
- 1982 : Meurtre par téléphone (Murder by Phone) de Michael Anderson  : Connie Lawson
- 1983 : American Nightmare : Tina
- 1984 : That's My Baby! : Sally
- 1985 : Def-Con 4 : J.J.
- 1985 : One Night Only : Anne McGraw
- 1987 : PrettyKill : Carrie
- 1987 : The Girl : Viveka
- 1988 : Something About Love : Sylvia
- 1993 : Cold Sweat : Le fantôme
- 1993 : Change of Heart (en) : Carmen

### Télévision

#### Séries télévisées
- 1996 : Millennium : Ruthie Bangs
- 1997 : Police Academy : Bonnie
- 2001 : Mysterious Ways : Les Chemins de l'étrange : Beverly Wilcox
- 2004 : New York, police judiciaire : Tina
- 2004 : Kingdom Hospital : Harriet
- 2008 : The L Word : Jackie

#### Téléfilms
- 1995 : Famille à l'essai (Rent-a-Kid) : Elaine Loman
- 2000 : Recherche fiancée pour papa (Personally Yours) : Josie